# Infinite possibilità per esseri finiti
| Recensione | Giudizio |
| ---------- | -------- |
| Ondarock   | 7/10     |
| Rockol     | 8/10     |

Infinite possibilità per esseri finiti è il quinto album in studio del cantautore italiano Giovanni Truppi, pubblicato il 28 aprile 2023 dalle etichette Virgin Music e Universal Music Italia
Truppi ritorna nelle scene musicali dopo la sua prima apparizione al Festival di Sanremo 2022 e dalla sua seconda raccolta discografica Tutto l'universo.

## Tracce
1. Intro – 2:13
2. Centocelle – 2:59
3. La felicità – 3:20
4. Donut I – 0:39
5. Moondrone – 3:48
6. Burger King – 1:07
7. Alcune considerazioni – 3:18
8. Amarsi come i cani – 4:05
9. Le persone e le cose – 2:13
10. Donut VI – 0:32
11. Amico – 3:27
12. Donut XVII – 0:43
13. Infinite possibilità – 3:41
14. Temporale – 2:55
15. L'uomo buono muore – 3:48
16. Donut XV – 0:33
17. Camminando per via Indipendenza un sabato sera ascoltando la nuova canzone dei fratelli Eno – 3:24
18. Fine – 2:44